# E41 (trasa europejska)
E41 – trasa europejska północ-południe, wiodąca z Dortmundu w Niemczech do Altdorf w Szwajcarii.

## Przebieg E41
- Niemcy: Dortmund – Siegen – Wetzlar – Giessen – Aschaffenburg – Würzburg – Stuttgart – Singen
- Szwajcaria: Szafuza – Winterthur – Zurych – Altdorf

## Stary system numeracji
Do 1983 roku obowiązywał poprzedni system numeracji, według którego oznaczenie E41 dotyczyło trasy: (Calais) — Valenciennes — Mons — Charleroi — Namur — Liège. Arteria E41 była wtedy zaliczana do kategorii „B”, w której znajdowały się trasy europejskie będące odgałęzieniami oraz łącznikami.

### Drogi w ciągu dawnej E41
Lista dróg opracowana na podstawie materiału źródłowego
| Francja | autostrada A2: Valenciennes – granica z Belgią                                                |
| Belgia  | - autostrada E41: granica z Francją – Mons - autostrada E41: Mons – Charleroi – Namur – Liège |